# ユアー・オール・アイ・ニード
『ユアー・オール・アイ・ニード』（You're All I Need）は、アメリカ合衆国のR&B歌手マーヴィン・ゲイとタミー・テレルが1968年に連名で発表したスタジオ・アルバム。

## 背景
1967年10月、タミー・テレルは公演中に頭痛で倒れ、その後脳腫瘍と診断されてライヴ活動の停止を余儀なくされるが、最初の手術を経て録音活動を再開した。デュオの前作『ユナイテッド』（1967年）にも2曲を提供したニコラス・アシュフォードとヴァレリー・シンプソンが、本作では全12曲中4曲を書き下ろしている。
「カモン・アンド・シー・ミー」と「ベイビー・ドンチャ・ウォーリー」は、元々は1966年にテレルのソロ・シングルとして発表された曲である。また、「ユー・エイント・リヴィン・ティル・ユアー・ラヴィン」、「ギヴ・イン、ユー・ジャスト・キャント・ウィン」、「ホエン・ラヴ・カムズ・ノッキング・アット・マイ・ハート」、「ザッツ・ハウ・イット・イズ」、「メモリー・チェスト」に関してもテレルのソロ・ヴァージョンが存在し、これらの録音は2001年発売のコンピレーション・アルバム『The Complete Duets』に初収録された。

## 反響
アメリカの総合アルバム・チャートBillboard 200では60位、『ビルボード』のR&Bアルバム・チャートでは4位を記録した。また、「エイント・ナッシング・ライク・ザ・リアル・シング」（全米8位・全英34位）、「ユアー・オール・アイ・ニード」（全米7位・全英19位）、「キープ・オン・ラヴィン・ミー・ハニー」（全米24位）、「ユー・エイント・リヴィン・ティル・ユアー・ラヴィン」（全英21位）がシングル・ヒットした。

## 収録曲
1. エイント・ナッシング・ライク・ザ・リアル・シング "Ain't Nothing Like the Real Thing" (Nickolas Ashford, Valerie Simpson) – 2:18
2. キープ・オン・ラヴィン・ミー・ハニー "Keep On Lovin' Me Honey" (N. Ashford, V. Simpson) – 2:34
3. ユアー・オール・アイ・ニード "You're All I Need to Get By" (N. Ashford, V. Simpson) – 2:53
4. ベイビー・ドンチャ・ウォーリー "Baby Don'tcha Worry" (Johnny Bristol, Jackie Beavers) – 2:58
5. ユー・エイント・リヴィン・ティル・ユアー・ラヴィン "You Ain't Livin' 'Til You're Lovin'" (N. Ashford, V. Simpson) – 2:49
6. ギヴ・イン、ユー・ジャスト・キャント・ウィン "Give In, You Just Can't Win" (Harvey Fuqua, J. Bristol) – 2:36
7. ホエン・ラヴ・カムズ・ノッキング・アット・マイ・ハート "When Love Comes Knocking at My Heart" (H. Fuqua, J. Bristol, Gladys Knight, Vernon Bullock) – 2:32
8. カモン・アンド・シー・ミー "Come On and See Me" (H. Fuqua, J. Bristol) – 2:29
9. アイ・キャント・ヘルプ・バット・ラヴ・ユー "I Can't Help But Love You" (Robert Gordy, Thomas Kemp, Marvin Gaye) – 2:51
10. ザッツ・ハウ・イット・イズ "That's How It Is (Since You've Been Gone)" (H. Fuqua, J. Bristol, V. Bullock) – 3:02
11. アイル・ネヴァー・ストップ・ラヴィング・ユー・ベイビー "I'll Never Stop Loving You Baby" (H. Fuqua, J. Bristol, Beatrice Verdi) – 3:23
12. メモリー・チェスト "Memory Chest" (H. Fuqua, J. Bristol) – 2:54